# Maris Kemal

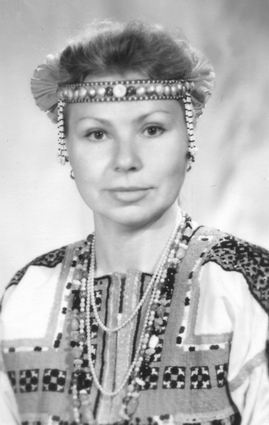
Maris Kemal

Maris Kemal (auch Mariz Kemal (russisch Маризь Кемаль), geboren als Raissa Stepanowna Kemaikina (russisch Раиса Степановна Кемайкина) am 13. August 1950 in Maloje Maressewo im Rajon Tschamsinski, Mordwinische ASSR, Sowjetunion) ist eine mordwinische Journalistin, Lyrikerin und Aktivistin in ersjanischer Sprache. Sie war 1993 Gründerin und Vorsitzende der ersjanischen Frauenbewegung «Эрзява».

## Leben
Maris Kemal gehört dem Volk der Ersja an, die selbst zu den finnougrischen Wolga-Finnen zählen. Sie wurde 1950 als Raissa Kemaikina im Dorf Maloje Maressewo im Tschamsinker Rajon geboren. Ihre Eltern waren Bauern. Kemal besuchte nach acht Klassen der Dorfschule zwei Jahre lang eine Sekundarschule. Anschließend absolvierte sie ein philologisches Studium an der Mordwinischen Universität. Von 1972 bis 1975 arbeitete sie als Lehrerin in ihrem Heimatdorf.
Im Sommer 1975 zog Kemal nach Saransk und schrieb zwei Jahre für die Zeitung «Эрзянь правда» (Ersjanische Prawda). Danach arbeitete sie siebeneinhalb Jahre in der Puschkin-Bibliothek der Mordwinischen ASSR. Im Jahr 1980 wurden ihre ersten Gedichte veröffentlicht. Von 1985 bis 1988 leitete Kemal den Bereich Poesie der Zeitschrift «Сятко» (Sjatko), bevor sie 1989 die Leitung der ersjanischen Kinderzeitschrift «Чилисема» (Tschilissema) übernahm.
Kemal schreibt kritische Artikel über Kultur, Religion und Traditionen des ersjanischen Volks, die in Sjatko, Tschilissema und der Zeitung Ersjan Mastor («Эрзянь мастор») veröffentlicht werden.

## Werk
Kemals erste Veröffentlichung von Gedichten stammt aus dem Jahr 1980. In der August-Ausgabe von Sjatko wurde das Gedicht «Эйкакшчинь лавсь» (Die Wiege der Kindheit) veröffentlicht, dem weitere Dichtungen folgten. Sie begann an Seminaren junger Schriftsteller teilzunehmen. Der Gedichtband «Маней васолкст» (Manei wassolkst) enthielt 1987 eine große Auswahl ihrer Gedichte sowie Werke von drei anderen Autoren. Der mordwinische Buchverlag veröffentlichte 1988 ihren ersten Gedichtband  «Лавсь» (Die Wiege), der Erinnerungen aus Kindheit und Jugend enthielt.
Kemals zweiter Gedichtband «Штатол» (Die Kerze) hatte 1994 das Schicksal des ersjanischen Volkes zum Thema. Dazu gehörte das Gedicht «Мон - эрзян!» (Ich bin eine ersjanische Frau!) in der sie die Haltung zu ihrem Volk verdeutlichte. Nach langjährigen Studien zur Geschichte und Kultur der Ersja veröffentlichte Kemal das Märchenbuch «Евксонь кужо» (Märchenlicht) und den biographischen Band «Сынь ульнесть эрзя» (Sie waren Ersjaner) über bekannte Angehörige des ersjanischen Volks. Ihre Gedichte erschienen 1998 in Estland im Gedichtband «Ниле ават – ниле морот» (Vier Frauen – vier Lieder). Sie gab 2007 den Band «Ашо нармунть» (Weiße Vögel) heraus.
Seit 1996 ist Kemal Mitglied der Union der Schriftsteller Russlands («Союз писателей России»).

## Ersjanische Aktivistin
Kemal war 1989 eine Mitbegründerin der ersjanischen Kultur- und Bildungsgesellschaft «Масторава» (Mastorawa). Nach der Gründung der Republik Mordwinien wurde sie im März 1992 als „eine der prominentesten Aktivistinnen“ von der Kandidatur zum 93-köpfigen Rat der Ersja- und der Mokscha-Mordwinen ausgeschlossen, um „die Regierung zu beschwichtigen“. Als im Dezember 1993 die Frauenorganisation «Эрзява» (Ersjawa – Die ersjanische Mutter) gegründet wurde, übernahm Kemal bis 1997 den Vorsitz. Daneben gründete und leitete sie das Folklore-Ensemble «Ламзурь» (Lamsur).
Am 28. Juli 10214 (2001) unterzeichnete Kemal als ersjanische Vertreterin die Declaration of the Uralic Communion als Esten, Finnen, Mari und Ersja-Mordwinen die „Internationale Uralische Gemeinschaft der indigenen Religionen“ gründeten. Ziel der Gemeinschaft ist es, Kontakte zwischen den verschiedenen indigenen Religionen der Finno-ugrischen Völker herzustellen und zur Aufrechterhaltung und Stärkung dieser Religionen beizutragen.

## Werke
Gedichtbände
- «Лавсь» 1988. (russisch Колыбель; deutsch Die Wiege).
- «Штатол» 1994. (Свеча, Die Kerze).
- «Ниле ават – ниле морот» Tallinn 1998. (Четыре женщины – четыре песни; Vier Frauen – vier Lieder).
- Neli mordvalannat. (Übersetzung ins Estnische) Tallinn 1998.
- «Ашо нармунть» издательство «Книга», Saransk 2007 (Белые птицы; Weiße Vögel).

Märchenbuch
- «Евксонь кужо» (Сказочная поляна; Märchenlichtung)

Biographien und Ersjanische Volkskunde
- «Сынь ульнесть эрзя» (Они были зрзянами; Sie waren Ersjaner; Biographien)
- «Масторов нолдасынек сюкпрянок» 2014.
- «Котова таргазь монь палям …» 2019. (В шесть полос вышита моя рубаха …; Mein Kleid ist mit sechs Bändern bestickt … – Text von Maris Kemal, Stickanleitung und Zeichnungen von Ljudmila Ignatiewa)